# Печенюк, Василий Григорьевич
Василий Григорьевич Печенюк (1920—2008) — Гвардии младший лейтенант Советской Армии, участник Великой Отечественной войны, Герой Советского Союза (1943).

## Биография
Василий Печенюк родился 5 января 1920 года в селе Султан (ныне — Андроповский район Ставропольского края). После окончания семи классов школы работал водителем. В 1939 году Печенюк был призван на службу в Рабоче-крестьянскую Красную Армию. С 1942 года — на фронтах Великой Отечественной войны. К сентябрю 1943 года гвардии старший сержант Василий Печенюк командовал отделением 89-го гвардейского отдельного сапёрного батальона 78-й гвардейской стрелковой дивизии 25-го гвардейского стрелкового корпуса 7-й гвардейской армии Степного фронта. Отличился во время битвы за Днепр.
В ночь с 24 на 25 сентября 1943 года отделение Печенюка занималось переправой советских бойцов и командиров на плацдарм на западном берегу Днепра в районе села Домоткань Верхнеднепровского района Днепропетровской области Украинской ССР. Печенюк лично совершил 11 рейсов, переправив в общей сложности 66 бойцов и командиров. 25 сентября 1943 года, участвуя в разведке полосы наступления дивизии на правом берегу Днепра, в завязавшемся бою с немецкими автоматчиками истребил до 8 немецких солдат. В этот же день, находясь на ремонте дороги, был атакован просочившимися к району переправы немецкими автоматчиками и лично уничтожил 6 вражеских солдат.
Указом Президиума Верховного Совета СССР от 26 октября 1943 года за «образцовое выполнение боевых заданий командования на фронте борьбы с немецкими захватчиками и проявленные при этом мужество и героизм» гвардии старший сержант Василий Печенюк был удостоен высокого звания Героя Советского Союза с вручением ордена Ленина и медали «Золотая Звезда» за номером 1372.
В 1946 году Печенюк окончил Днепропетровское артиллерийское училище и в звании младшего лейтенанта был уволен в запас. Проживал и работал в Днепропетровске. В 1948 году Печенюк окончил совпартшколу, в 1958 году — Высшую партийную школу при ЦК КПСС. В 1989 году попал в автомобильную катастрофу и потерял зрение, после чего вышел на пенсию по инвалидности. Умер 23 июня 2008 года, похоронен на Запорожском кладбище Днепропетровска.
Был также награждён орденами Отечественной войны 1-й степени и Красной Звезды, рядом медалей.